# 近江丸 (初代)
近江丸（おうみまる）は共同運輸会社、日本郵船の鉄製汽船。
「山城丸」の姉妹船で、2隻の船名はもともと「武蔵丸」、「大和丸」の予定であったが、海軍が「大和」と「武蔵」という名の艦を建造していたことから「山城丸」と「近江丸」に変更となった。

## 船歴
イギリスのアームストロング・ミッチェル社で建造され、1884年（明治17年）3月27日に進水し、同年4月に竣工。同年9月20日に横浜に到着した。同年12月の甲申政変では御用船として輸送任務に従事した。
1885年（明治18年）9月に共同運輸は郵便汽船三菱と合併して日本郵船となり、「近江丸」も日本郵船に継承された。
「近江丸」は2度ハワイへの移民輸送をおこなった。1889年（明治22年）3月3日ハワイ到着の回では957人、1891年（明治24年）3月30日到着の回では1081人の移民を運んだ。
日清戦争では陸軍と海軍に徴傭された。期間は陸軍が1894年（明治27年）6月5日から7月20日、海軍が同年7月11日から1896年（明治29年）1月25日であった。海軍には巡洋艦代用として傭船された。雇用費は17万8557円。兵装は80年式30口径17cm克砲2、旧式7,6cm安式砲4、4連装ノルデンフェルト砲6、小銃115、拳銃44、舶刀44であった。「近江丸」の主任務は水雷艇の母艦任務で、他に艦隊根拠地の水雷敷設任務などもあった。「近江丸」は台湾・澎湖諸島占領の際には第四水雷艇隊の母艦を務めた。次いで艦隊の福建省沿岸巡航に水雷艇3隻を伴って参加。その後、西海艦隊に編入された。1895年（明治28年）7月20日には「近江丸」でコレラが発生している。
1896年（明治29年）10月に開設された横浜・メルボルン航路に「近江丸」は就航している。
義和団事件の際には1901年（明治34年）6月23日から7月25日まで陸軍に徴傭された。
日露戦争では海軍に1904年（明治37年）1月6日から1905年（明治38年）2月23日まで、陸軍に同年2月24日から1906年（明治39年）3月22日まで徴傭された。海軍では石炭、清水、軍需品等を艦隊へ供給する運送船として使用された。
1910年（明治43年）5月26日、解体のため大阪の山科礼三に売却。